# 馬逢皐
馬逢皐（16世紀—17世紀），字千里，號雲麓，陝西西安府三原縣人，明朝政治人物。

## 生平
馬逢皐剛成年就有倜儻才，廿一史全能讀盡，萬曆二十八年（1600年）中舉人，四十一年（1613年）成進士，都察院觀政，獲授襄陵知縣，免除供養驛遞，又興辦學校、倡建義橋、疏通河渠。泰昌元年（1620年）補任廣西道監察御史，天啟二年（1622年）巡視光祿寺；曾上表請正綱紀，指責梃擊案、紅丸案和黑敕、票提等事，又曾力救彈劾閹黨的楊漣。
廣平失陷，馬逢皐申明死事的監軍高邦佐冤情，彈劾熊廷弼不誅逃臣、不恤忠節；以誤國又彈劾御史劉廷元三不忠，表彰提牢王之寀發覺的功勞，因父母去世回鄉。之後他轉任山東參議，天啟五年（1625年）復授山東道監察御史，上表《效忠討賊疏》，並巡按直隸真定，次年（1626年）因病回籍調理。崇禎年間他在京察時被降任山西都事，後陞為南京吏部考功司主事，開設河滸書院，辭官後建築仁塢堡，令鄉人賴以保全，有著作《西臺奏議》、《畿南疏草》、《四吟稿》流傳。

## 家族
曾祖馬文宗。祖父馬廷輔。父馬澍。

## 引用
1. 1 2  光緒《三原縣新志·卷六·人物志》：馬逢皐，《李志》【云】字千里，萬厯癸丑進士，弱冠有倜儻才，廿一史盡讀之。出知襄陵縣，除富民供具驛遞養馬，興學倡建義橋疏渠，擢御史，抗疏請正綱紀，指斥梃擊、紅丸及黑敕票提等事，又力救楊漣以明移宮之案。廣平陷，發死事監軍高邦佐之冤，劾熊廷弼不誅逃臣不恤忠節；以誤國又劾御史劉廷元三不忠，表提牢王之寀發覺之功，憂歸。轉山東參議，詔還復授御史，上《效忠討賊疏》，京察降山西都事，後授南吏部考功主事，開河滸書院，歸里築仁塢堡，鄉人賴之，今按著《西臺奏議》、《畿南疏草》、《四吟稿》。
2. ↑  光緒《三原縣新志·卷七·選舉志》：舉人……（萬曆）庚子科七人 馬逢皐 見進士
3. ↑  《萬曆四十一年癸丑科進士履歷》：馬逢臯，雲麓，礼记房，丁丑十月十九日生。三原人，庚子鄉試十八名，会试二百二十四名，三甲七十四名。都察院政，授襄陵知縣，戊午本省同考，庚申考选，授廣西道御史，壬戌巡视光禄，本年养病，甲子升山东参议，乙丑回山东道，巡按真定，丙寅养病，丁卯補四川付使，改下東道付使，己巳京察，辛未補山西布政司都事，壬申升行人司左司付，癸酉升南文选主事，为民。
4. ↑  《明熹宗悊皇帝實錄·卷四》：（泰昌元年十二月丙午）補御史馬逢皋于廣西道。
5. ↑  《明熹宗悊皇帝實錄·卷二十三》：（天啟二年六月）癸未命御史馬逄皋廵視光祿【寺】。
6. ↑  《明熹宗悊皇帝實錄·卷五十七》：（天啟五年三月甲子）起補原任戶科給事中陳胤叢于吏科，工科給事中陳爾翼于禮科，原任御史李嵩于山東道，高弘圖于山西道，張捷于福建道，馬逢皋于山東道，楊春茂于貴州道，張素養于雲南道。
7. ↑  《明熹宗悊皇帝實錄·卷七十七》：（天啟六年十月壬寅）廵按直隸御史馬逢皋稱疾准回籍調理。